# 代韦利
代韦利是土耳其开塞利省的一个镇。

## 友好城市
- 法國 维耶尔宗